# 红色恐怖 (埃塞俄比亚)
红色恐怖指的是1977年至1978年期间由埃塞俄比亚军事独裁者海尔·马里亚姆·门格斯图发动的政治清洗运动。主要针对的是埃塞俄比亚人民革命党和全埃塞俄比亚社会主义运动两个政党的支持者。
埃塞俄比亚人民革命党、全埃塞俄比亚社会主义运动都是共产主义政党，曾在推翻海尔·塞拉西一世政权中扮演重要角色。然而，海尔·马里亚姆·门格斯图掌权后，这两个政党与门格斯图政权产生了严重的政治分歧，最终引发暴力冲突。门格斯图便发动这场镇压运动，来清洗这两个政党及其支持者的势力。
在1977年至1978年期间，埃塞俄比亚境内共有3万至50万人左右被杀。两个政党发起武装起义，最终引发埃塞俄比亚内战。1991年，首都亚的斯亚贝巴被霍查派领导的反对派联盟埃塞俄比亚人民革命民主阵线攻陷，门格斯图出逃国外，因其在大屠杀中的角色，被缺席判处死刑。